# Białostocki
Białostocki là một huyện thuộc tỉnh Podlaskie của Ba Lan. Huyện có diện tích 2975 km². Đến ngày 1 tháng 1 năm 2011, dân số của huyện là 140550 người và mật độ 47 người/km².